# 137 (număr)
137 (o sută treizeci și șapte) este numărul natural care urmează după 136 și precede pe 138.

## În matematică
- Este al 33-lea număr prim.
- Formează o pereche de numere prime gemene cu 139, de aceea 137 este un prim Chen.
- Este un prim aditiv.[2][3]
- Este un prim Eisenstein fără o parte imaginară și o parte reală a formei {\displaystyle 3n-1}.
- Este un prim pitagoreic: care poate fi scris sub format 4n + 1 (n = 36) sau ca suma a două pătrate: 112 + 42 (121 + 16).
- Este un număr prim Pillai.[4][5]
- Este un număr prim plat.[6][7]
- Este un număr prim Solinas.[8][9]
- Este al patrulea prim Stern, care nu poate fi scris sub forma p + 2b2 unde p este un număr prim (aici 137) și b > 0.[10][11]
- Deoarece numerele prime vecine sunt 131 și 139 și media aritmetică a acestora este 135, atunci 137 este un număr prim tare.[12]
- Este un număr prim trunchiabil la stânga.[13][14]
- Este un număr strict non-palindromic[15] și un număr primitiv.[16]

Folosind două raze pentru a împărți un cerc în funcție de secțiunea de aur se obțin sectoare de aproximativ 137° (unghiul de aur) și de 222°.
1/137 = 0,00729927007299270072992700..., valoarea perioadei sale este palindromică și are o lungime a perioadei de doar 8. 1/137 despre care se credea odată că este valoarea exactă a constantei structurii fine.

## În știință

### Fizică
De la începutul anilor 1900, fizicienii au postulat că numărul ar putea sta la baza unei mari teorii a câmpului unificat, care să unească teoriile electromagnetismului, mecanicii cuantice și, în special, a gravitației.
Constanta structurii fine, o constantă fizică adimensională, este de aproximativ 1/137.
Fizicianul Leon M. Lederman și-a numerotat casa de lângă Fermilab cu 137 pe baza semnificației numărului pentru cei din profesia sa. Numărul 137, potrivit lui Lederman, apare peste tot, adică oamenii de știință de pe oricare planetă din univers folosind orice unități pe care le au pentru sarcină sau viteză și oricare ar fi versiunea lor a constantei lui Planck, vor veni toți cu 137, pentru că este un număr pur. Lederman a amintit că Richard Feynman a sugerat chiar ca toți fizicienii să pună un semn în birourile lor cu numărul 137 pentru a le reaminti cât de puțin știu.
În modelul atomic Bohr care este semi-cuantic, cel mai interior electron al unui atom cu Z = 137 ar orbita (chiar aproape de) viteza luminii, iar următorul element (Z = 138) ar fi „imposibil”.
Wolfgang Pauli, un pionier al fizicii cuantice, a murit într-o cameră de spital cu numărul 137, o coincidență care l-a deranjat.
În intervalul de 10−15 m (1 femtometru), interacțiunea tare este de aproximativ 137 de ori mai puternică decât electromagnetismul, de un milion de ori mai puternică decât interacțiunea slabă și de 1038 de ori mai puternică decât gravitația.

### Astronomie
- NGC 137, o galaxie lenticulară situată în constelația Peștii.
- 137 Meliboea, o planetă minoră, un asteroid din centura principală.
- 137P/Shoemaker-Levy, o cometă

## În religie
Biblia spune că Ismael, Levi și Amram au trăit până la 137 de ani.
Psalmul 137.

## În cultura populară
Sonetul 137 de William Shakespeare.
137 este un album din 2001 al The Pineapple Thief
Timp de 137 de secunde (două minute și 17 secunde) aproape toată lumea de pe planetă și-a pierdut în același timp conștiința în Amintiri din viitor (FlashForward).